# 愛聖りさ
愛聖 りさ（あいせ りさ、1993年〈平成5年〉2月4日 - ）は、日本の女性モデル、元レースクイーンである。岡山県出身。リミックスプロフェッショナルアソシエーションに所属していた。

## 来歴
大学4年の時、オーディションへの合格を機に某企業への就職内定を断り、2015年2月の大阪オートメッセ「VLENE」ブースのコンパニオンで表舞台にデビューする。同年、SUPER GT「KONDO Racing ADVAN WTCC GIRL」として自身初のレースクイーン活動を行う。KONDO Racing関連では「Vガール」としてスーパーフォーミュラやSUPER GTにも携わっていた。
2016年5月22日、『KOBEみなとマルシェ』のイメージガールオーディションに合格し、ミス・ユニバース・ジャパン兵庫県大会の出場権を獲得したが、諸事情によりミス・ユニバースのファイナル出場を辞退している。
また『さんふらわあ』（商船三井フェリー）『ラグーナテンボス』のCMにも出演する等、活動の幅を広げている。
2021年10月29日、同年いっぱいでレースクイーンを引退する事を自身のツイッターで報告。同年11月14日のスーパー耐久・岡山国際サーキット戦を最後にリミックスプロフェッショナルアソシエーションを退所しフリーランスとなった。

## 人物
趣味は旅行(特に海外)と料理。学生時代は英語とスペイン語を学び、2016年時点では韓国語を学んでいる。
ADVAN GALで共働した原紀舟や南梓と仲が良く、3人のトリオは「小学2年生」と呼ばれていた。2017年6月4日にはこの3人によるエモーションカンパニー主催の撮影会が開催され、翌日には撮影会で使用したadidasのTシャツを着てユニバーサル・スタジオ・ジャパンを訪れている。

## レースクイーン歴
| 年     | カテゴリー                  | チーム名                                              | 他メンバー                                         | 備考                                                 |
| ------ | --------------------------- | ----------------------------------------------------- | -------------------------------------------------- | ---------------------------------------------------- |
| 2015年 | SUPER GT                    | ADVAN WTCC GAL                                        | 大島奈々、片岡かずさ 原紀舟、南梓、若松朋加        |                                                      |
| 2015年 | SUPER FORMULA               | KONDO Racing 「酒豪秘伝 Vガール」                     |                                                    | 第5戦（オートポリス）より参加                        |
| 2015年 | スーパー耐久                | クマケン&ブラッドスポーツ・ レーシング「BLOOD ANGEL」 |                                                    | 第5戦（岡山国際サーキット）より参加                  |
| 2016年 | SUPER FORMULA               | KONDO Racing 「酒豪秘伝 Vガール」                     |                                                    | [ ブログ 15 ]                                        |
| 2017年 | SUPER GT                    | YOKOHAMA ADVAN GAL                                    | 陸野真子、長谷川佳奈、 豊島美優、伊崎彩、 山本愛実 |                                                      |
| 2017年 | SUPER FORMULA               | KONDO Racing 「酒豪秘伝 Vガール」                     |                                                    | [ 8 ]                                                |
| 2017年 | スーパー耐久                | Team Blood Sports 「BLOOD ANGEL」                     |                                                    | [ ブログ 16 ]                                        |
| 2017年 | 鈴鹿8時間耐久ロードレース   | BATTERY GIRL                                          |                                                    | [ 9 ]                                                |
| 2017年 | 新城ラリー                  | ADVAN WTCC GAL                                        | 近藤みき                                           | 11月4日 - 5日開催                                    |
| 2018年 | SUPER GT                    | KONDO Racing 「酒豪秘伝 Vガール」                     |                                                    | [ 10 ]                                               |
| 2018年 | 全日本ロードレース選手権    | Motorrad39 BATTERY GIRL                               |                                                    | 第2戦（鈴鹿サーキット）のみ参加                      |
| 2018年 | 鈴鹿8時間耐久ロードレース   | Motorrad39 BATTERY GIRL                               |                                                    | [ ブログ 19 ]                                        |
| 2018年 | スーパー耐久                | Team Blood Sports 「BLOOD ANGELS」                    | 原紀舟                                             | 最終戦（岡山国際サーキット）のみ参加                 |
| 2019年 | SUPER GT                    | KONDO Racing「Vガール」                               |                                                    | [ ブログ 6 ]                                         |
| 2021年 | スーパー耐久 （ST-Zクラス） | テクノファーストレディ                                | 小林ソラ                                           | 最終戦（岡山国際サーキット）では葵成美がスポット参加 |

## 出演

### イベント
| イベント名                 | 出演年          | 出演ブース                                                | 備考                                              |
| -------------------------- | --------------- | --------------------------------------------------------- | ------------------------------------------------- |
| 大阪オートメッセ           | 2015年 - 2020年 | VLENE                                                     | [ ブログ 3 ] [ ブログ 22 ]                        |
| 名古屋オートトレンド       | 2015年・2017年  | VLENE                                                     | [ ブログ 3 ] [ ブログ 23 ]                        |
| 東京オートサロン           | 2016年          | NISMO                                                     | ADVAN WTCC GALとして出演                          |
| 東京オートサロン           | 2018年          | N's STAGE                                                 | 河瀬杏美と共に 「WALD BLACK BISON GAL」として出演 |
| 東京オートサロン           | 2020年          | Liberty Walk ZERO LIFT                                    | [ ブログ 26 ]                                     |
| フィッシングショーOSAKA    | 2018年 - 2019年 | がまかつ                                                  | [ ブログ 27 ]                                     |
| フィッシングショーOSAKA    | 2020年          | OCO                                                       | [ ブログ 22 ]                                     |
| 大阪モーターショー         | 2017年          | BMW                                                       | [ ブログ 28 ]                                     |
| 大阪モーターサイクルショー | 2018年 - 2019年 | カワサキモータースジャパン                                | [ ブログ 29 ] [ ブログ 30 ]                       |
| その他                     | 2016年          | KOBEみなとマルシェ                                        | イメージガール1期生                               |
| その他                     | 2016年          | Lmix2016 FINAL FESTIVAL イメージガール                    | 11月27日・鈴鹿キャンプ場にて開催                  |
| その他                     | 2017年          | 大遊協ファン感謝デー 「日本橋ストリートフェスタ」         | 「アカリみらい隊」メンバーとして参加              |
| その他                     | 2018年          | サマーソニック                                            | サマソニガール                                    |
| その他                     | 2019年          | ジャンプビクトリーカーニバル 「KONAMIブースコンパニオン」 | [ 12 ]                                            |
| その他                     | 2021年          | DEEP KICKラウンドガール                                   | 菊池ゆうと共演                                    |

### CM
- マッコイ「ノンFスポーツ」
- ラグーナテンボス
- 商船三井フェリー「さんふらわあ」

### ドラマ
- きゅんドラ「#56：ライアーライアー」[14]

### ブログ
1. ↑  愛聖りさ (2016年5月16日). “関連ワード”. りさりさニッキ。.  CyberAgent. 2021年11月26日閲覧。
2. ↑  愛聖りさ (2015年3月31日). “3月ラスト!”. りさりさニッキ。.   CyberAgent. 2021年6月12日閲覧。
3. 1 2 3  愛聖りさ (2015年4月10日). “見覚え”. りさりさニッキ。.   CyberAgent. 2021年6月12日閲覧。
4. 1 2  愛聖りさ (2015年4月4日). “改めまして。”. りさりさニッキ。.   CyberAgent. 2021年6月12日閲覧。
5. 1 2  愛聖りさ (2015年9月12日). “SF/オートポリス1日目”. りさりさニッキ。.   CyberAgent. 2021年6月12日閲覧。
6. 1 2  愛聖りさ (2019年4月23日). “第1戦（岡山国際サーキット）”. りさりさニッキ。.   CyberAgent. 2021年6月12日閲覧。
7. 1 2  愛聖りさ (2016年5月23日). “KOBEみなとマルシェ”. りさりさニッキ。.   CyberAgent. 2021年6月12日閲覧。
8. ↑  愛聖りさ (2016年10月16日). “ご報告”. りさりさニッキ。.   CyberAgent. 2021年6月12日閲覧。
9. ↑  愛聖りさ (2016年1月22日). “quiero hablar todas las lenguas!”. りさりさニッキ。.   CyberAgent. 2021年6月12日閲覧。
10. ↑  原紀舟 (2016年5月23日). “猫カフェ”. オフィシャルブログ「ハラハラドキドキ!!」.   CyberAgent. 2021年6月12日閲覧。
11. 1 2  愛聖りさ (2016年3月29日). “小学2年生!”. りさりさニッキ。.   CyberAgent. 2021年6月12日閲覧。
12. ↑  原紀舟 (2017年5月31日). “予約は完了しましたか?”. オフィシャルブログ「ハラハラドキドキ!!」.   CyberAgent. 2021年6月12日閲覧。
13. ↑  愛聖りさ (2017年6月8日). “小2撮影会《後夜祭》”. りさりさニッキ。.   CyberAgent. 2021年6月12日閲覧。
14. ↑  愛聖りさ (2015年9月1日). “お知らせ3連発～!”. りさりさニッキ。.   CyberAgent. 2021年6月12日閲覧。
15. ↑  愛聖りさ (2016年4月8日). “【重要】ご報告!”. りさりさニッキ。.   CyberAgent. 2021年6月12日閲覧。
16. ↑  愛聖りさ (2017年3月21日). “2017 BLOOD ANGEL!”. りさりさニッキ。.   CyberAgent. 2021年6月12日閲覧。
17. ↑  愛聖りさ (2017年11月8日). “新城ラリー”. りさりさニッキ。.   CyberAgent. 2021年6月12日閲覧。
18. ↑  愛聖りさ (2018年4月20日). “ご報告!”. りさりさニッキ。.   CyberAgent. 2021年6月12日閲覧。
19. ↑  愛聖りさ (2018年8月7日). “2018鈴鹿8耐!”. りさりさニッキ。.   CyberAgent. 2021年6月12日閲覧。
20. ↑  愛聖りさ (2018年10月31日). “ブラッドスポーツが帰ってくるよ!”. りさりさニッキ。.   CyberAgent. 2021年6月12日閲覧。
21. ↑  愛聖りさ (2021年3月21日). “第1戦（もてぎ）”. りさりさニッキ。.   CyberAgent. 2021年6月12日閲覧。
22. 1 2  愛聖りさ (2020年1月18日). “2月のお知らせ。”. りさりさニッキ。.   CyberAgent. 2021年6月12日閲覧。
23. ↑  愛聖りさ (2017年2月24日). “オートトレンド行くよー!”. りさりさニッキ。.   CyberAgent. 2021年6月12日閲覧。
24. ↑  愛聖りさ (2016年1月29日). “TAS2016♪”. りさりさニッキ。.   CyberAgent. 2021年6月12日閲覧。
25. ↑  愛聖りさ (2018年1月15日). “オートサロン2018”. りさりさニッキ。.   CyberAgent. 2021年6月12日閲覧。
26. ↑  愛聖りさ (2020年1月10日). “TAS2020（1）”. りさりさニッキ。.   CyberAgent. 2021年6月12日閲覧。
27. ↑  愛聖りさ (2019年2月2日). “フィッシングショー2019①”. りさりさニッキ。.   CyberAgent. 2021年6月12日閲覧。
28. ↑  愛聖りさ (2017年12月13日). “モーターショー!!!”. りさりさニッキ。.   CyberAgent. 2021年6月12日閲覧。
29. ↑  愛聖りさ (2018年3月20日). “モーターサイクルショー2018”. りさりさニッキ。.   CyberAgent. 2021年6月12日閲覧。
30. ↑  愛聖りさ (2019年3月26日). “モーターサイクルショー2019”. りさりさニッキ。.   CyberAgent. 2021年6月12日閲覧。
31. ↑  愛聖りさ (2016年10月19日). “Lmix2016”. りさりさニッキ。.   CyberAgent. 2021年6月12日閲覧。
32. ↑  愛聖りさ (2017年3月19日). “日本橋ストリートフェスタ”. りさりさニッキ。.   CyberAgent. 2021年6月12日閲覧。